# Ortsgüteranlage

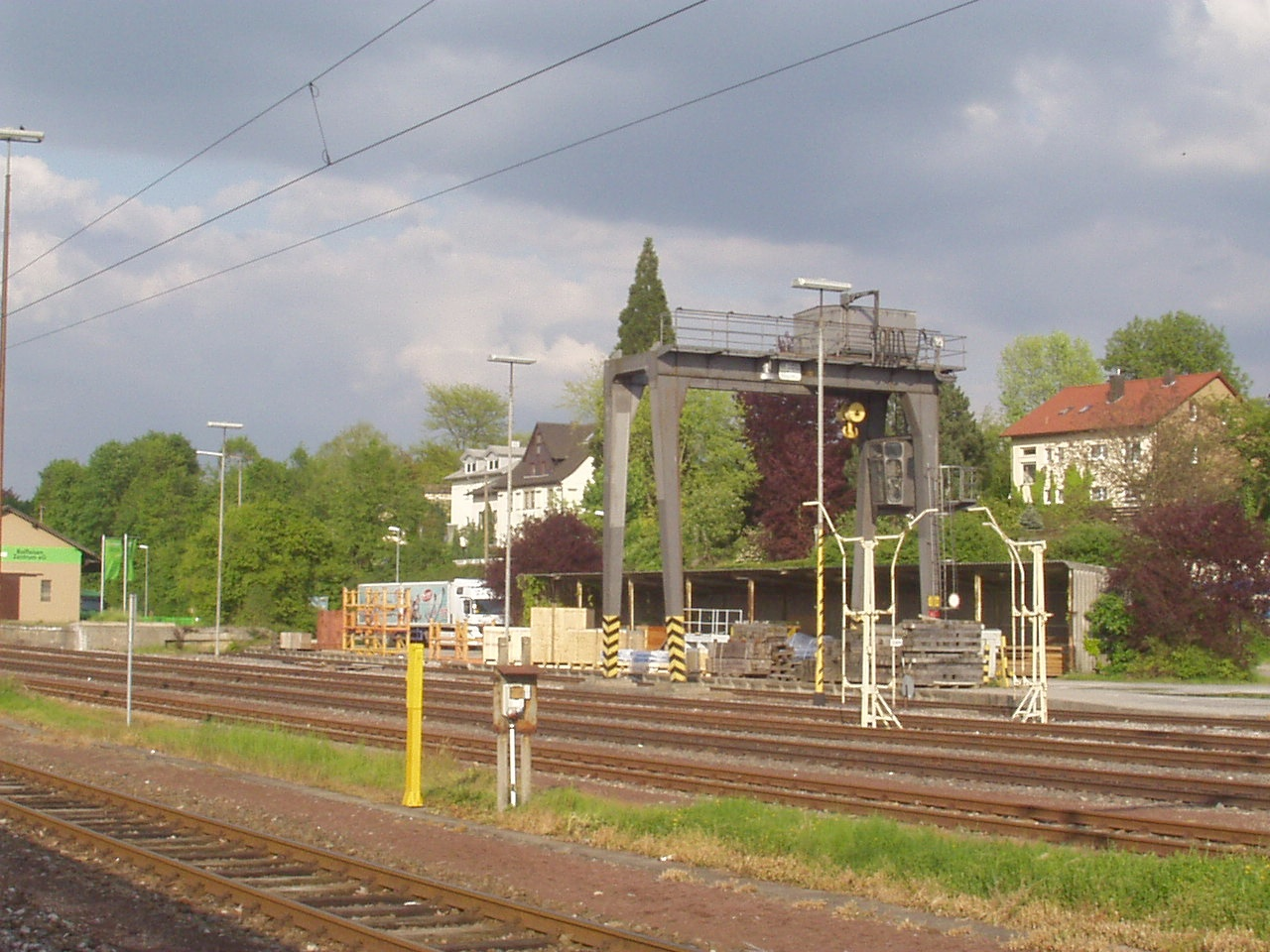
Ortsgüteranlage in Eppingen

Eine Ortsgüteranlage (Abkürzung in Deutschland OG) war der dem Güterumschlag vorbehaltene Teil eines Bahnhofs.
Im Gegensatz zum Güterbahnhof, der als selbstständige Betriebs- und Verkehrsdienststelle fungiert, sowie zur sogenannten Güterabfertigung, die zumindest eine eigenständige Verkehrsdienststelle ist, war die Ortsgüteranlage keine eigene Dienststelle, sondern dem jeweiligen Bahnhof betrieblich zugeordnet. In der Ortsgüteranlage wurden auch keine Güterzüge zusammengestellt, sondern die Bedienung erfolgte durch eine Übergabe oder Rangierfahrt.

## Ausrüstung
Eine Ortsgüteranlage beinhaltete in der Regel einen Güterschuppen mit dem dazugehörigen Stückgutgleis für Stückgüter sowie ein oder mehrere Freiladegleise für Waggonladungen. Je nach Bedarf waren auch Ladehilfsmittel wie Förderbänder, Rampen, Absperrgitter für Lebendvieh oder Vorrichtungen für Wechselbehälter und Container vorhanden.

## Strukturwandel
Aufgrund der fortschreitenden Verlagerung des Eisenbahngüterverkehrs auf die Straße und der Einstellung des Transportes von Stückgut und Eilgut in den 1990er Jahren sind Ortsgüteranlagen in Deutschland nicht mehr in Betrieb.